# Samir-Adel Louahla
Samir-Adel Louahla, född 10 september 1974, är en algerisk friidrottare. Han deltog vid olympiska sommarspelen 2000.